# Acrosticta dichroa
Acrosticta dichroa är en tvåvingeart som beskrevs av Friedrich Hermann Loew 1874. Acrosticta dichroa ingår i släktet Acrosticta och familjen fläckflugor.
Artens utbredningsområde är Kalifornien. Inga underarter finns listade i Catalogue of Life.